# Ranger X
Ranger X, appelé Ex-Ranza au Japon, est un jeu vidéo d'action développé par GAU Entertainment et édité par Sega, sorti en 1993 sur Mega Drive.